# خليل الشيخ
خليل الشيخ (ولد 1373هـ / 1954م) باحث وناقد ومترجم أردني، فلسطيني الأصل، وأستاذ جامعي في قسم اللغة العربية وآدابها في جامعة اليرموك بالأردن، متخصِّص في الدراسات النقدية المقارنة.

## ولادته وتحصيله
ولد خليل محمد الشيخ خليل في قرية الجلمة شمال مدينة جنين بفلسطين، يوم الأربعاء 14 جُمادى الآخرة 1373 هـ الموافق 17 فبراير (شباط) 1954 م. نشأ محبًّا لقصص الأديب المصري كامل كيلاني، وللغناء الشعبي ومنه الزجل والحُداء؛ فقد لفتَهُ فيه الارتجال والإيقاع والجِناس والطِّباق، ممَّا زاد من حبِّه للشعر ومنحه أذنًا موسيقية. ومما أثَّر في تكوينه أيضًا مجلة العربي التي قادَتهُ إلى اكتشاف عوالمَ جديدة. وهذه كلُّها عواملُ أسهمت في جذبه إلى عالم الأدب.
درس خليل الشيخ في مدرسة الزَّرقاء الثانوية للبنين، الفرع الأدبي، وحصل على الشهادة الثانوية بالمرتبة الرابعة على المملكة الأردُنِّية عام 1972م، ونال الإجازة (بكالوريوس) في اللغة العربية وآدابها عام 1976م من الجامعة الأردنية، ثم حصل على شهادة (ماجستير) في السرديات العربية المعاصرة عام 1980م من الجامعة نفسها وكانت أطروحته بعنوان "البطل الروائي العربي في مواجهة الحضارة الغربية"، وهي دراسة في الرواية العربية في مصر وبلاد الشام بين عامي 1935-1978،
ثم ابتعَثَته جامعة اليرموك إلى ألمانيا في أكتوبر 1981، لإكمال دراسته، فحصل على شهادة (دكتوراه) بتقدير امتياز مع مرتبة الشرف في الأدب المقارن عام 1986، من جامعة فريدرش فيلهيلم بون بألمانيا، وكان قدَّم أطروحته باللغة الألمانية وعنوانها: (Der Teufel in der modernen arabischen Literatur Die Rezeption eines europaeischen Motivs in der arabischen Belletresitik, Dramatis und poesie des 19. und 20. Jahrhunderts.) (صورة الشيطان في الأدب العربي الحديث) صدرت عن دار نشر Klaus Schwarz في برلين عام 1986. وكُتب عنها ست دراسات في مجلات علمية مُحكَّمة، منها دراستان بالإنجليزية.

## عمله ونشاطاته
عمل خليل الشيخ أستاذًا مساعدًا في قسم اللغة العربية بجامعة اليرموك عام 1986، ثم رقِّي إلى رتبة أستاذ مشارك عام 1991، ثم حصل على رتبة أستاذ (بروفسور) عام 1998. وتولَّى رئاسة قسم اللغة العربية في الجامعة سنواتٍ، وعُيِّن نائبًا لعميد كلية الآداب من 2012 إلى 2013.
وعمل أستاذًا زائرًا لجامعة السلطان قابوس في سلطنة عُمان من 1998 إلى 2001، وكان رئيسًا لقسم اللغة العربية وآدابها في السنة الجامعية الأخيرة. وأسَّس مجلة "التسامح" التي تصدر عن وِزارة الأوقاف والشؤون الدينية في سلطنة عُمان، وعمل مستشاراً للمجلة عامَي 2002 و2003، وهي مجلة فكرية فصلية. وعمل أيضًا أستاذًا زائرًا في جامعة آل البيت الأردنية عام 2009 - 2010. وشغل منصبَ مستشار البحوث والوثائقيات في أبوظبي للإعلام، ومستشار في مركز أبو ظبي للغة العربية.

### عضوياته
شارك في عضوية الكثير من اللجان الوطنية والجامعية، على المستويين المحلِّي والعربي، منها:
- عضو مجلس الجامعة في جامعة البنات (البتراء الأردنية)، للعام الجامعي 1992- 1993.
- عضو اللجنة التحضيرية للمؤتمر الأول للحركة الأدبية في الأردن، الذي عُقد في جامعة مؤتة 1993.
- عضو لجنة الشعر والدراسات النقدية في مهرجان جرش للثقافة والفنون، للأعوام 1989، 1993، 1994.
- عضو لجنة معجم الأدباء في الأردن - الراحلون، وِزارة الثقافة 1996.
- عضو اللجنة التحضيرية للمؤتمر الأول للأدب في سلطنة عُمان، جامعة السلطان قابوس، 2000.
- عضو لجنة التحكيم في جوائز ثقافة الطفل العربي، الإمارات العربية المتحدة، 2000.
- عضو لجنة التحكيم في جائزة الملك عبد الله الثاني للإبداع، حقل الرواية، 2003.
- عضو لجنة التحكيم في جوائز مؤسسة ابن رُشد للفكر الحر، برلين الغربية - ألمانيا، 2004.
- رئيس اللجنة الثقافية وعضو مجلس كلية الآداب ولجنة الدراسات العليا، بجامعة اليرموك، 2006- 2007.
- عضو في الهيئة العلمية لجائزة الشيخ زايد للكتاب، منذ دورتها السادسة.[6]
- عضو مجلس أمناء جامعة عمَّان العربية للدراسات العليا، ابتداء من نهاية عام 2009.

### ندوات ومؤتمرات
- مؤتمر المستشرقين الألمان في مدينة كولونيا، 1988.
- مهرجان طه حسين، جامعة المنيا، جمهورية مصر العربية، 1989.
- مهرجان مسقط، 2003.
- ندَوات المجلس الأعلى للثقافة في مصر، ومنها: ندوة بيرم التونسي 1997، وندوة محمد حسين هيكل 1997، وندوة توفيق الحكيم 1998، وندوة رفاعة الطهطاوي 2002، ومؤتمر الرواية العربية 2005.
- عشَرات الندَوات التي عُقدت في الأردن ونظَّمتها الهيئات الثقافية المختلفة.
- ندوة "محمود درويش: قمرٌ يأبى الرحيل" في منتدى عبد الحميد شومان الثقافي 2008، وقدَّم فيها دراسة بعنوان "محمود درويش والسعي لامتلاك المعنى".[7]

## إنتاجه العلمي
نشر ما يزيد على خمسة وعشرين بحثًا علميًّا مُحَكَّمًا، والعديد من الدراسات النقدية في الأدب المقارن والنقد الأدبي والرواية والسيرة الذاتية، وناقش وأشرف على العديد من رسائل الماجستير والدكتوراه، كما ترجم الكثير من الدراسات النقدية والفكرية والأعمال الإبداعية عن اللغة الألمانية، إضافة إلى ترجمته عشَرات النصوص الخاصَّة بالأطفال والناشئة. وشارك في العديد من الندَوات والمؤتمرات، واشترك في تأليف المناهج الثانوية في الأردن في تسعينات القرن الماضي وشارك في تأليف عدد من الكتب الجامعية في ميادين الأدب المقارن والشعر الحديث والنقد الأدبي الحديث.

### مؤلفاته

1. الانتحار في الأدب العربي، دراسات في جدلية العَلاقة بين الأدب والسيرة، المؤسسة العربية للدراسات والنشر، بيروت، 1997.
2. باريس في الأدب العربي الحديث، دراسة نقدية في إشكالية العَلاقة بين المركز والأطراف، المؤسسة العربية للدراسات والنشر، بيروت، 1998، بدعم من رابطة الكتَّاب الأردنيين.[8]
3. دوائر المقارنة، دراسات في العَلاقة النقدية بين الذات والآخر، المؤسسة العربية للدراسات والنشر، بيروت، 2000.
4. السيرة والمتخيَّل، قراءات في نماذجَ عربية معاصرة، دار أزمنة للنشر، عمَّان، 2004.[9]
5. زايد بن سلطان آل نهيَّان سيرة التحوُّل والنهوض، بالاشتراك مع علي بن تميم، دائرة الثقافة والسياحة، أبو ظبي للإعلام، 2019.[10]
6. الراميانة، ملحمة هندية ترجمها شعرًا وديع البستاني، تحقيق وتقديم: الدكتور خليل الشيخ، مشروع كلمة 2012.[11]

### ترجماته
1. يوميات فرانتس كافكا، 1910- 1923.

2. كان الثعلبُ يومها هو الصيَّاد (رواية)، الروائية الألمانية هيرتا موللر، الحائزة على جائزة نوبل.
3. إنجو شولتسه (رواية)، آدم وإيفلين.
4. غوته ونابليون لقاء تاريخي، الباحث الألماني غوستاف سايبت.
5. ما بعد اليوتوبيات، الناقد الألماني هيلموت بوتيجر.
6. أوربا والشرق من منظور واحد من الليبراليين المِصريين، بوبر يوهانزن.
7. معجم المتفائلين، فلوريان لانجن شايدت.
8. الحجرة الزرقاء الدامية: توماس مان وعُقدة الذَّنْب، ميشائيل مار.
9. سبع سنوات، بيتر شتام.
10. الاشتراكية القومية في الشرق الأدنى العربي بين سنتي 1933 و1939، شتيفان فيلد (ترجمة بالاشتراك)، جامعة اليرموك، إربد، 1996.

#### ترجماته في أدب الأطفال
1. الحظ الكبير في العلبة الصغيرة، سوزانا فتيجر، دار كلمة، هيئة أبو ظبي للثقافة والتراث، الإمارات العربية المتحدة، 2009.
2. موسم حشرة البطاطا، باول مار، دار كلمة، هيئة أبو ظبي للثقافة والتراث، الإمارات العربية المتحدة، 2010.[12]
3. أحلام ليبل السعيدة، باول مار، دار كلمة، هيئة أبو ظبي للثقافة والتراث، الإمارات العربية المتحدة، 2010.
4. الإخوة السود، هانس بندر، إعادة صياغة لليزا تتسنر، دار كلمة، هيئة أبو ظبي للثقافة والتراث، الإمارات العربية المتحدة، 2010.[13]

### دراساته وبحوثه
نشر خليل الشيخ عددًا من الدراسات والبحوث في دوريَّات مُحكَّمة ومجلات علمية، منها:
1. خارج المكان، سيرة التحرُّر من المَنفى، محور إدوارد سعيد، دراسة في كتاب "مرايا التذوُّق الأدبي" 2005.[14][15]
2. سِفر التكوين، قراءة في بدايات محمود درويش الشعرية، حوليات كلية الآداب والعلوم الاجتماعية، الحولية 42، 2021.[16]
3. المحاكمة والغرف الأخرى: دراسة نقدية مقارنة، أبحاث اليرموك، 1997.
4. المسرح الأوروبي في كتابات المثقفين العرب في القرن التاسع عشر وبدايات القرن العشرين. نشرت هذه الدراسة في كتاب: مؤتمر العرب والغرب: الصور المتقابلة، تحرير سامي خصاونة ويورغن نلسن، 1998.
5. بلاغة الموت، أمل دنقل في مرايا حجازي ودرويش، مجلة اتحاد الجامعات العربية للآداب، المجلد الأول، عدد 13، 2016.
6. إشكالية ترجمة النص الشعري العربي الحديث: مثال ألماني، مجلة بحوث جامعة حلب، سلسلة الآداب والعلوم الإنسانية، 1990.

### دراسات عنه
- خليل الشيخ وجهوده في الأدب المقارن، رسالة ماجستير للباحثة سارة حسين بريم، بإشراف الدكتور إبراهيم الكوفحي، كلية الآداب الجامعة الأردنية، 2024.

## جوائزه
حاز على جائزة أفضل كتاب مترجَم للعام 2007 التي تمنحها جامعة فيلادلفيا الأردنية، عن كتاب "ما بعد اليوتوبيات".

## قيل عنه
- أشاد به د. علي بن تميم قائلًا: « للدكتور خليل الشيخ تاريخ نقدي حافل، سواء على المستوى الأكاديمي أو في المساهمة في تأسيس وتحرير كبريات الدوريات الثقافية العربية، وهو لم يكتف بالعمل النقدي الأكاديمي وطرق أبواب الثقافة المقارنة وتحليلها من خلال الأعمال الأدبية العربية الكبرى، بل توجه أيضًا إلى ثقافة الأطفال والناشئة.»[6]
- كتب عنه الناقد جابر عصفور: « كتاب خليل الشيخ "باريس في الأدب العربي الحديث" من الكتب الحديثة التي جذبتني إليها، وحرَصتُ على قراءتها والاستمتاع بها. وقد أقبلت على الكتاب لسببين: أولهما سابق معرفتي بالمؤلف الذي عهدت فيه الجدِّية والحِرص على الإنجاز المتميِّز في عمله الجامعي الذي برز فيه، فأصبح واحدًا من المتفوِّقين بين أبناء جيله. وثانيهما موضوع الكتاب الذي يدور حول (باريس) مدينة النور».[18]
- بيَّن الكاتب عبده وازن أهمية كتاب "باريس في الأدب العربي الحديث" بقوله: « كتاب خليل الشيخ عمل تأسيسي في ميدان النقد الأدبي المقارن ونقد أدب المدن، بل هو من الكتب النادرة جدًّا التي تطرَّقت إلى هذه القضية، والتي تنتمي في وقت واحد إلى النقد الأدبي والثقافي، مع استناد منهجي إلى البحث التاريخي والحضاري. وهو يختصر مكتبة كاملة تدور حول باريس وتجلِّياتها الأدبية والفكرية في الأدب العربي المتراوح زمنًا، بين أواخر القرن التاسع عشر ومنتصف القرن العشرين. فهو قدَّم هذه الكتب وأخضعها لقراءة نقدية متعدِّدة الوجهات، راسمًا من خلالها ما يمكن تسميته جدارية "باريس الأدب العربي"».[19]
- قال عنه د. أحمد ياسين العرود: « د. خليل الشيخ من النقاد المعروفين في مجال النقد الأدبي في الأردن في النصف الثاني من القرن العشرين، إذ قدم هذا الناقد دراسات متعددة قرأ خلالها النصوص الأدبية قراءة لها ميزتها التي تقوم على البحث عن وجود العلاقة بين الظاهرة ومكوناتها... ينطلق د. خليل الشيخ من دراساته النقدية من أساسيات المنهج التاريخي الذي يعتمد البيئة بمكوناتها المتداخلة الاجتماعية، والنفسية والثقافية والسياسية ودورها في إيجاد الظاهرة بالإضافة إلى حياة المبدع وسيرته مع الآخر بكل مكوناته ومشكلاته بالإضافة إلى اعتماد اللحظة التاريخية التي وجد فيها الإبداع وفي شكله الذي وجد فيه.»[20]

## سجل الصور

## وصلات خارجية
- الباحث الأكاديمي الأردني خليل الشيخ ضيف حديث العرب، على قناة سكاي نيوز عربية.
- مقالات خليل الشيخ في أرشيف الشارخ.